# Psyllaephagus lucaris
Psyllaephagus lucaris är en stekelart som beskrevs av Prinsloo 1981. Psyllaephagus lucaris ingår i släktet Psyllaephagus och familjen sköldlussteklar. Inga underarter finns listade i Catalogue of Life.